# Power of Expression
Power of Expression byla německá hardcore/thrash/death metalová kapela z Dortmundu založená roku 1993. Tvořili ji členové německé hardcorové skupiny Urge, která existovala cca od roku 1986. Název Power of Expression (síla výrazu) vychází z alba americké hardcorové kapely B'last! The Power of Expression. První deska P.O.E. z roku 1994 je totiž postavena na coververzích této americké kapely a hostovali na ní dva zpěváci z amerických hardcorových kapel. 
K P.O.E. se přidal zpěvák Marc Grewe, jenž tou dobou působil i v německé deathmetalové skupině Morgoth a nazpíval druhé studiové album X-Territorial (1995). V roce 1995 ještě vyšlo EP Water, poté se kapela rozpadla.

## Diskografie

### Studiová alba
- The Power of Expression (1994)
- X-Territorial (1995)

### EP
- Water (1995)[3]